# Französische Rugby-Union-Meisterschaft 1981/82
Die Saison 1981/82 war die 83. Austragung der französischen Rugby-Union-Meisterschaft (französisch Championnat de France de rugby à XV). Sie umfasste 40 Mannschaften in der ersten Division (heutige Top 14).
Zwar bestand die erste Division wie in den Vorjahren nominell aus zwei Stärkeklassen mit je 40 Mannschaften. Da sich aber keine Mannschaften aus der unteren Stärkeklasse für die Finalphase qualifizieren konnten, ergab sich dadurch faktisch eine Zweiteilung.
Die Meisterschaft begann mit der Gruppenphase, bei der in vier Gruppen je zehn Mannschaften gegeneinander antraten. Die Erst- und Zweitplatzierten qualifizierten sich direkt für das Achtelfinale, die Dritt- bis Sechstklassierten trugen eine Barrage um die Teilnahme an der Finalphase aus, die Zehntklassierten mussten in die untere Stärkeklasse der folgenden Saison absteigen. In der Finalphase wurden zunächst Achtel-, Viertel- und Halbfinale ausgetragen. Im Endspiel, das am 29. Mai 1982 im Parc des Princes in Paris stattfand, trafen die zwei Halbfinalsieger aufeinander und spielten um den Bouclier de Brennus. Dabei setzte sich die SU Agen gegen Aviron Bayonnais durch und errang zum siebten Mal den Meistertitel.

## Gruppenphase
|     | Team                      | Siege | Unent. | Ndlg. | Spiel- punkte | Diff. | Tabellen- punkte |
| --- | ------------------------- | ----- | ------ | ----- | ------------- | ----- | ---------------- |
| 01. | Aviron Bayonnais          | 13    | 0      | 5     | 312:173       | + 139 | 26               |
| 02. | AS Béziers                | 12    | 0      | 6     | 390:170       | + 220 | 24               |
| 03. | RRC Nice                  | 11    | 0      | 7     | 250:235       | + 15  | 22               |
| 04. | CA Brive                  | 10    | 0      | 8     | 221:207       | + 14  | 20               |
| 05. | La Voulte Sportif         | 9     | 1      | 8     | 259:251       | + 8   | 19               |
| 06. | Biarritz Olympique        | 9     | 0      | 9     | 201:221       | − 20  | 18               |
| 07. | RC Toulon                 | 9     | 0      | 9     | 268:264       | + 4   | 13               |
| 08. | Castres Olympique         | 6     | 1      | 11    | 213:350       | − 137 | 13               |
| 09. | FC Oloron                 | 5     | 2      | 11    | 180:245       | − 65  | 12               |
| 10. | ES Avignon Saint-Saturnin | 4     | 0      | 14    | 154:332       | − 178 | 8                |

|     | Team               | Siege | Unent. | Ndlg. | Spiel- punkte | Diff. | Tabellen- punkte |
| --- | ------------------ | ----- | ------ | ----- | ------------- | ----- | ---------------- |
| 01. | FC Grenoble        | 13    | 0      | 5     | 326:163       | + 163 | 26               |
| 02. | Stadoceste Tarbais | 12    | 1      | 5     | 276:165       | + 111 | 25               |
| 03. | Stade Aurillacois  | 11    | 1      | 6     | 331:180       | + 151 | 23               |
| 04. | Stade Rochelais    | 9     | 3      | 6     | 201:209       | − 8   | 21               |
| 05. | US Carcassonne     | 9     | 1      | 8     | 274:218       | + 56  | 19               |
| 06. | US Romans          | 9     | 1      | 8     | 273:220       | + 53  | 19               |
| 07. | Stade Bagnérais    | 7     | 0      | 11    | 258:277       | − 19  | 14               |
| 08. | US Bressane        | 6     | 2      | 10    | 216:318       | − 102 | 14               |
| 09. | Stade Montois      | 6     | 0      | 12    | 225:398       | − 173 | 12               |
| 10. | US Thuir           | 3     | 1      | 14    | 192:424       | − 232 | 7                |

|     | Team                | Siege | Unent. | Ndlg. | Spiel- punkte | Diff. | Tabellen- punkte |
| --- | ------------------- | ----- | ------ | ----- | ------------- | ----- | ---------------- |
| 01. | US Dax              | 14    | 1      | 3     | 354:164       | + 190 | 29               |
| 02. | SU Agen             | 12    | 1      | 5     | 284:152       | + 132 | 25               |
| 03. | FC Lourdes          | 10    | 2      | 6     | 292:173       | + 119 | 22               |
| 04. | RC Narbonne         | 9     | 1      | 8     | 285:242       | + 43  | 19               |
| 05. | CA Bègles           | 9     | 1      | 8     | 223:220       | + 3   | 19               |
| 06. | Boucau Tarnos Stade | 8     | 1      | 9     | 197:246       | − 49  | 17               |
| 07. | SC Albi             | 6     | 3      | 9     | 203:236       | − 33  | 15               |
| 08. | US Montauban        | 6     | 1      | 11    | 193:293       | − 100 | 13               |
| 09. | Valence Sportif     | 5     | 1      | 12    | 165:310       | − 145 | 11               |
| 10. | SC Mazamet          | 4     | 2      | 12    | 121:281       | − 160 | 10               |

|     | Team             | Siege | Unent. | Ndlg. | Spiel- punkte | Diff. | Tabellen- punkte |
| --- | ---------------- | ----- | ------ | ----- | ------------- | ----- | ---------------- |
| 01. | SC Angoulême     | 11    | 1      | 6     | 284:203       | + 81  | 23               |
| 02. | USA Perpignan    | 11    | 0      | 7     | 307:161       | + 146 | 22               |
| 03. | Section Paloise  | 10    | 1      | 7     | 332:276       | + 56  | 21               |
| 04. | Stade Toulousain | 9     | 2      | 7     | 250:182       | + 68  | 20               |
| 05. | SC Graulhet      | 9     | 2      | 7     | 228:205       | + 23  | 20               |
| 06. | AS Montferrand   | 9     | 2      | 7     | 250:247       | + 3   | 20               |
| 07. | SC Tulle         | 9     | 0      | 9     | 226:256       | − 30  | 18               |
| 08. | US Tyrosse       | 7     | 0      | 11    | 197:298       | − 101 | 14               |
| 09. | RC Nîmes         | 6     | 1      | 11    | 164:252       | − 88  | 13               |
| 10. | CA Périgueux     | 4     | 1      | 13    | 198:356       | − 158 | 9                |

## Barrage
| Datum          | Begegnung                               | Ergebnis |
| -------------- | --------------------------------------- | -------- |
| 11. April 1982 | Section Paloise – AS Montferrand        | 18:16    |
| 11. April 1982 | Stade Toulousain – RC Narbonne          | 12:19    |
| 11. April 1982 | Boucau Tarnos Stade – Stade Aurillacois | 13:15    |
| 11. April 1982 | SC Graulhet – CA Bègles                 | 03:25    |
| 11. April 1982 | US Romans – CA Brive                    | 09:12    |
| 11. April 1982 | US Carcassonne – RRC Nice               | 13:11    |
| 11. April 1982 | La Voulte Sportif – Stade Rochelais     | 22:18    |
| 11. April 1982 | FC Lourdes – Biarritz Olympique         | 24:12    |

## Finalphase

### Achtelfinale
| Datum                   | Begegnung                           | Hinspiel | Rückspiel | Gesamt |
| ----------------------- | ----------------------------------- | -------- | --------- | ------ |
| 1. Mai 1982 8. Mai 1982 | SU Agen – Section Paloise           | 15:10    | 09:12     | 24:22  |
| 1. Mai 1982 8. Mai 1982 | RC Narbonne – SC Angoulême          | 15:18    | 24:17     | 39:35  |
| 1. Mai 1982 8. Mai 1982 | USA Perpignan – Stade Aurillacois   | 16:18    | 15:09     | 31:27  |
| 1. Mai 1982 8. Mai 1982 | US Dax – CA Bègles                  | 06:10    | 15:06     | 21:16  |
| 1. Mai 1982 8. Mai 1982 | Aviron Bayonnais – CA Brive         | 23:09    | 12:22     | 35:31  |
| 1. Mai 1982 8. Mai 1982 | Stadoceste Tarbais – US Carcassonne | 18:03    | 09:09     | 27:12  |
| 1. Mai 1982 8. Mai 1982 | FC Grenoble – La Voulte Sportif     | 13:10    | 14:06     | 27:16  |
| 1. Mai 1982 8. Mai 1982 | FC Lourdes – AS Béziers             | 09:06    | 06:07     | 15:13  |

### Viertelfinale
| Datum        | Begegnung                             | Ergebnis |
| ------------ | ------------------------------------- | -------- |
| 15. Mai 1982 | SU Agen – RC Narbonne                 | 35:06    |
| 15. Mai 1982 | USA Perpignan – US Dax                | 33:23    |
| 15. Mai 1982 | Aviron Bayonnais – Stadoceste Tarbais | 13:06    |
| 15. Mai 1982 | FC Grenoble – FC Lourdes              | 12:09    |

### Halbfinale
| Datum        | Begegnung                      | Ergebnis |
| ------------ | ------------------------------ | -------- |
| 22. Mai 1982 | SU Agen – USA Perpignan        | 15:04    |
| 22. Mai 1982 | Aviron Bayonnais – FC Grenoble | 20:03    |

### Finale
| 29. Mai 1982 | SU Agen                                                                    | 18 : 9        | Aviron Bayonnais          | Parc des Princes, Paris Zuschauer: 41.195 Schiedsrichter: Christian Garino |
| 29. Mai 1982 | Versuche: Dupont (1) Sella (1) Mothe (1) Lacroix (1) Erhöhungen: Mothe (1) | (8:6) Bericht | Erhöhungen: Uthurrisq (3) | Parc des Princes, Paris Zuschauer: 41.195 Schiedsrichter: Christian Garino |

Aufstellungen
SU Agen:

Startaufstellung: Christian Béguerie, Christian Delage, Daniel Dubroca, Jean-Louis Dupont, Dominique Erbani, Jacques Gratton, Jacques Lacroix, Bernard Lavigne, Joël Llop, Philippe Mothe, Charles Nieucel, Patrick Pujade, Philippe Sella, Jean-Louis Tolot, Bernard Viviès 

Auswechselspieler: Claude Bonnet, Patrick Mazzer, Jean-Michel Renaud, Bernard Rivière, Éric Saphy, Patrick Sole, Bruno Tolot
Aviron Bayonnais:

Startaufstellung: Pierre Alvarez, Christian Belascain, Daniel Barnebougle, Pierre Destandau, Pierre Dospital, Jean Garat, Arnaud Gastambide, Michel Guilleton, Michel Paredon, Laurent Pardo, Patrick Perrier, Roland Pétrissans, Pierre Pucheu, Dominique Sagarzazu, Claude Uthurrisq 

Auswechselspieler: Yves Cedarry, Louis Galdos, Christian Lembure, Alain Peyrelongue, Jean-Louis Pontacq, Alain Villacampa